# Parti démocratique d'Anguilla
L'Anguilla Democratic Party ((en) : Parti démocratique d'Anguilla) est un parti politique anguillais. Le parti se crée peu avant les élections générales de 1989, quand certains membres du Parti populaire anguillais le quitte en désaccord avec son leader, Ronald Webster. Il gagne un élu aux élections de 1989. Depuis 2000, il est membre, avec l'Alliance nationale d'Anguilla du Front uni d'Anguilla.